# Bann (fiume)
Il fiume Bann, in gaelico irlandese An Bhanna, è il più lungo dell'Irlanda del Nord scorrendo dalla sorgente alla foce per circa 129 chilometri. Col suo corso, il Bann attraversa la provincia dall'estremo angolo sud-orientale fino alla costa nord-occidentale e, circa a metà della sua strada, funge da immissario del Lough Neagh, il più vasto lago dell'intera isola irlandese. Il fiume ha giocato un ruolo di vitale importanza per lo sviluppo economico e l'industrializzazione dell'Ulster, specialmente per l'industria del lino. Oggigiorno una delle più importanti attività economiche che hanno sede sul Bann sono le pescherie di salmoni e anguille. An Bhanna è inoltre ritenuta la linea di confine naturale tra l'area orientale e quella occidentale dell'Irlanda del Nord. Queste ultime risultano parecchio dissimili in vari ambiti: prima di tutto a livello economico, essendo la parte ad est del fiume molto più sviluppata, oltre che soggetta a maggiori finanziamenti da parte del governo. Differenze sussistono anche dal punto di vista sociale: a ovest vi è una maggiore concentrazione di repubblicani, nazionalisti e cattolici, mentre a est prevalgono i protestanti e gli unionisti.

## Corso del fiume

### Corso superiore
Viene conosciuta come Upper Bann, la parte del fiume compresa tra la sorgente, che si trova presso le Mourne Mountains, nella contea di Down e Bannfoot, nella contea di Armagh, dove il fiume confluisce nel Lough Neagh. Questa parte del corso è una delle più rinomate a livello europeo limitatamente all'ambito della pesca. Vicino a Portadown il Bann si collega al Newry Canal, un canale ormai caduto in disuso che consentiva un rapido tragitto per giungere al Mare d'Irlanda

### Corso inferiore
Il corso inferiore, noto come Lower Bann, costituisce la parte compresa tra Toome, dove il fiume esce dal Lough Neagh, e l'Oceano Atlantico, dove il fiume sfocia presso Portstewart. Questo tratto è rinomato per gli amanti degli sport d'acqua, vista la grande e costante portata del fiume e i prezzi ridotti. Il Bann, nella seconda parte del suo corso, funge da confine tra le contee di Antrim e Londonderry. L'unico porto commerciale si trova presso Coleraine.